# Tetragnatha
Tetragnatha — рід аранеоморфних павуків родини Tetragnathidae.

## Поширення
Рід поширений по всьому світі, найбільше у тропіках та субтропіках.

## Опис
.    

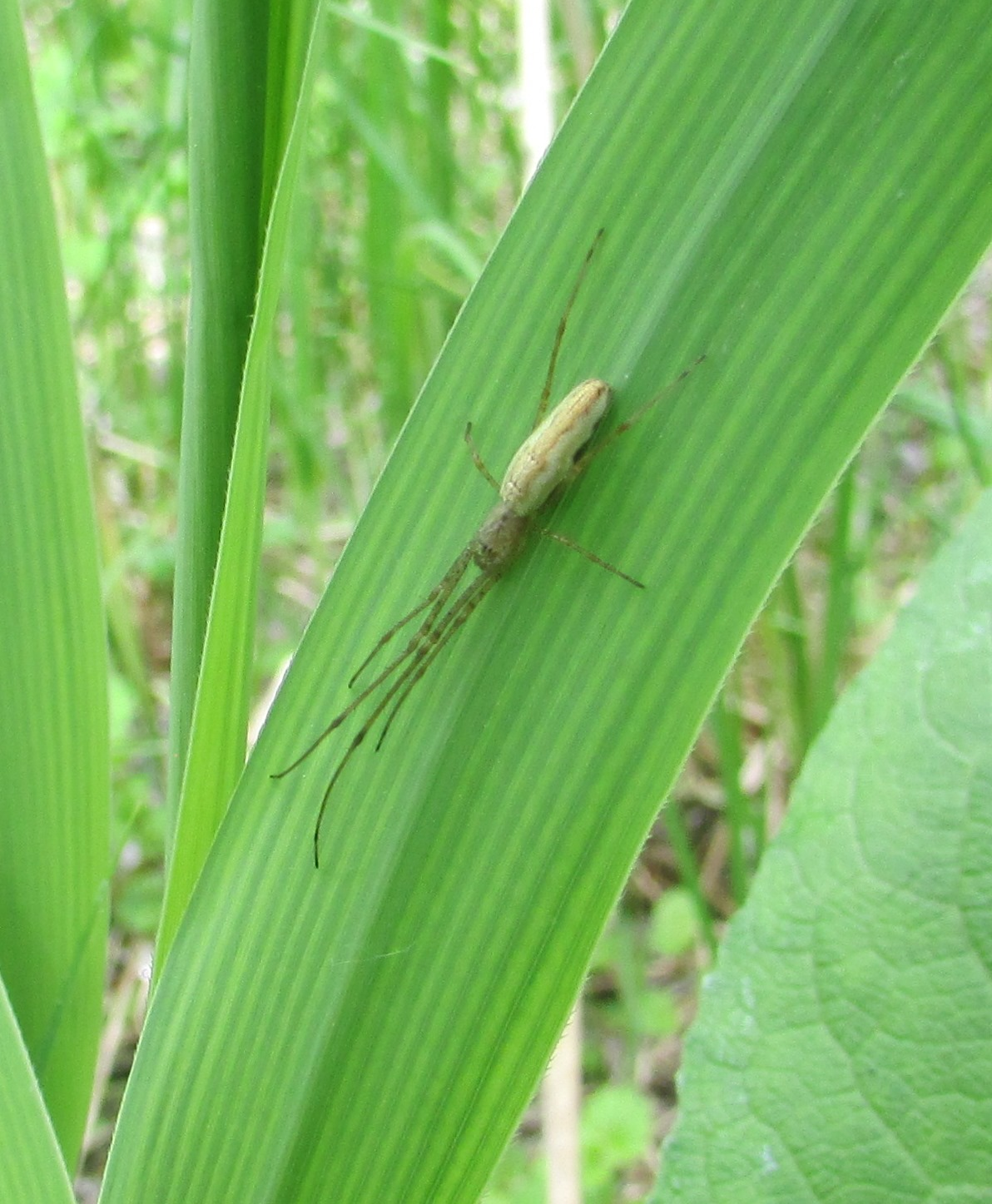
Англійською павуків роду Tetragnatha називають «витягнутими павука» (stretch spiders). Адже у них звужене й видовжене тіло, і вони чатують на здобич на вузьких листках трав, випроставши передні і задні ноги. Околиці села Буркути, Національний природний парк «Олешківські піски»

Передні дві пари лапок зазвичай довші від задніх. У разі небезпеки павуки Tetragnatha завмирають, витягуючи кінцівки, завдяки чому стають подібними до сухої гілочки або травинки.

## Види
Рід включає 326 видів:
- Tetragnatha acuta Gillespie, 1992 — Гаваї
- Tetragnatha aenea Cantor, 1842 — Китай
- Tetragnatha aetherea (Simon, 1894) — Венесуела
- Tetragnatha albida Gillespie, 1994 — Гаваї
- Tetragnatha americana Simon, 1905 — Чилі, Аргентина
- Tetragnatha amoena Okuma, 1987 — Нова Гвінея
- Tetragnatha anamitica Walckenaer, 1841 — В'єтнам
- Tetragnatha andamanensis Tikader, 1977 — Андаманські острови, Бангладеш
- Tetragnatha andonea Lawrence, 1927 — Намібія
- Tetragnatha angolaensis Okuma & Dippenaar-Schoeman, 1988 — Ангола
- Tetragnatha anguilla Thorell, 1877 — Ява, Сулавесі, Нова Гвінея, Австралія
- Tetragnatha angulata Hogg, 1914 — Західна Австралія
- Tetragnatha anuenue Gillespie, 2002 — Гаваї
- Tetragnatha argentinensis Mello-Leitão, 1931 — Аргентина
- Tetragnatha argyroides Mello-Leitão, 1945 — Аргентина
- Tetragnatha armata Karsch, 1891 — Шрі-Ланка
- Tetragnatha atriceps Banks, 1898 — Мексика
- Tetragnatha atristernis Strand, 1913 — Центральна Африка
- Tetragnatha australis (Mello-Leitão, 1945) — Аргентина
- Tetragnatha baculiferens Hingston, 1927 — М'янма
- Tetragnatha beccarii Caporiacco, 1947 — Гаяна
- Tetragnatha bemalcuei Mello-Leitão, 1939 — Парагвай
- Tetragnatha bengalensis Walckenaer, 1841 — Індія
- Tetragnatha bicolor White, 1841 — Тасманія
- Tetragnatha bidentata Roewer, 1951 — Чилі
- Tetragnatha biseriata Thorell, 1881 — Нова Гвінея, Нова Британія, Квінсленд
- Tetragnatha bishopi Caporiacco, 1947 — Гаяна
- Tetragnatha bituberculata L. Koch, 1867 — Японія, Нова Гвінея, Австралія
- Tetragnatha boeleni Chrysanthus, 1975 — Нова Гвінея
- Tetragnatha bogotensis Keyserling, 1865 — Колумбія
- Tetragnatha boninensis Okuma, 1981 — Японія
- Tetragnatha boydi O. P.-Cambridge, 1898 — від Мексики до Бразилії, Сардинія, Африка, Сейшели до Китаю
  - Tetragnatha boydi praedator Tullgren, 1910 — Танзанія, Коморські острови
- Tetragnatha brachychelis Caporiacco, 1947 — Танзанія, Кенія
- Tetragnatha branda Levi, 1981 — США
- Tetragnatha brevignatha Gillespie, 1992 — Гаваї
- Tetragnatha bryantae Roewer, 1951 — Пуерто-Рико
- Tetragnatha caffra (Strand, 1909) — Південна Африка
- Tetragnatha cambridgei Roewer, 1942 — Мексика, Центральна Америка, Пуерто-Рико
- Tetragnatha caporiaccoi Platnick, 1993 — Гаяна
- Tetragnatha caudata Emerton, 1884 — Північна, Центральна Америка, Куба, Ямайка
- Tetragnatha caudicula (Karsch, 1879) — Росія, Китай, Корея, Тайвань, Японія
- Tetragnatha caudifera (Keyserling, 1887) — Новий Південний Уельс
- Tetragnatha cavaleriei Schenkel, 1963 — Китай
- Tetragnatha cephalothoracis Strand, 1906 — Ефіопія
- Tetragnatha ceylonica O. P.-Cambridge, 1869 — Південна Африка, від Сейшелів до Філіппін, Нова Британія
- Tetragnatha chamberlini (Gajbe, 2004) — Індія
- Tetragnatha chauliodus (Thorell, 1890) — від М'янми до Нової Гвінеї, Японія
- Tetragnatha cheni Zhu, Song & Zhang, 2003 — Китай
- Tetragnatha chinensis (Chamberlin, 1924) — Китай
- Tetragnatha chrysochlora (Audouin, 1826) — Єгипет
- Tetragnatha cladognatha Bertkau, 1880 — Бразилія
- Tetragnatha clavigera Simon, 1887 — Сьєрра-Леоне, Кот-д'івуар, Конго
- Tetragnatha cochinensis Gravely, 1921 — Індія
- Tetragnatha coelestis Pocock, 1901 — Індія
- Tetragnatha cognata O. P.-Cambridge, 1889 — від Гватемали до Панами
- Tetragnatha confraterna Banks, 1909 — Коста-Рика, Панама
- Tetragnatha conica Grube, 1861 — Росія
- Tetragnatha crassichelata Chrysanthus, 1975 — Нова Гвінея
- Tetragnatha cuneiventris Simon, 1900 — Гаваї
- Tetragnatha cylindracea (Keyserling, 1887) — Квінсленд, Новий Південний Уельс
- Tetragnatha cylindrica Walckenaer, 1841 — Нова Гвінея, Австралія, Фіджі
- Tetragnatha cylindriformis Lawrence, 1952 — Конго
- Tetragnatha dearmata Thorell, 1873 — Голарктика
- Tetragnatha decipiens Badcock, 1932 — Парагвай
- Tetragnatha delumbis Thorell, 1891 — Нікобарські острови
- Tetragnatha demissa L. Koch, 1872 — Південна Африка, Альдабра, Сейшели, Австралія, Тонга
- Tetragnatha dentatidens Simon, 1907 — Сьєрра-Леоне, Конго
- Tetragnatha desaguni Barrion & Litsinger, 1995 — Філіппіни
- Tetragnatha determinata Karsch, 1891 — Шрі-Ланка
- Tetragnatha digitata O. P.-Cambridge, 1899 — Мексика, Коста-Рика
- Tetragnatha eberhardi Okuma, 1992 — Панама
- Tetragnatha elongata Walckenaer, 1841 — Північна, Центральна Америка, Куба, Ямайка
  - Tetragnatha elongata debilis Thorell, 1877 — США
  - Tetragnatha elongata principalis Thorell, 1877 — США
  - Tetragnatha elongata undulata Thorell, 1877 — США
- Tetragnatha elyunquensis Petrunkevitch, 1930 — Ямайка, Пуерто-Рико
- Tetragnatha esakii Okuma, 1988 — Тайвань
- Tetragnatha ethodon Chamberlin & Ivie, 1936 — Панама, Пуерто-Рико, Барбадос
- Tetragnatha eumorpha Okuma, 1987 — Нова Гвінея
- Tetragnatha eurychasma Gillespie, 1992 — Гаваї
- Tetragnatha exigua Chickering, 1957 — Ямайка
- Tetragnatha exilima (Mello-Leitão, 1943) — Бразилія
- Tetragnatha exquista Saito, 1933 — Японія
- Tetragnatha extensa (Linnaeus, 1758) — Голарктика, Мадейра
  - Tetragnatha extensa brachygnatha Thorell, 1873 — Швеція, Росія
  - Tetragnatha extensa maracandica Charitonov, 1951 — Іран, Росія, Центральна Азія
  - Tetragnatha extensa pulchra Kulczynski, 1891 — Угорщина
- Tetragnatha fallax Thorell, 1881 — Індонезія
- Tetragnatha farri Chickering, 1962 — Ямайка
- Tetragnatha filiciphilia Gillespie, 1992 — Гаваї
- Tetragnatha filiformata Roewer, 1942 — Гаяна
- Tetragnatha filigastra Mello-Leitão, 1943 — Бразилія
- Tetragnatha filipes Schenkel, 1936 — Китай
- Tetragnatha filum Simon, 1907 — Конго, Біоко, Сан-Томе
- Tetragnatha flagellans Hasselt, 1882 — Суматра
- Tetragnatha flava (Audouin, 1826) — Єгипет
- Tetragnatha flavida Urquhart, 1891 — Нова Зеландія
- Tetragnatha fletcheri Gravely, 1921 — Індія, Бангладеш
- Tetragnatha foai Simon, 1902 — Центральна, Східна Африка
- Tetragnatha foliferens Hingston, 1927 — Нікобарські острови
- Tetragnatha foveata Karsch, 1891 — Шрі-Ланка, Лаккадівські острови, Мальдівські острови
- Tetragnatha fragilis Chickering, 1957 — Панама
- Tetragnatha franganilloi Brignoli, 1983 — Куба
- Tetragnatha friedericii Strand, 1913 — Нова Гвінея
- Tetragnatha gemmata L. Koch, 1872 — Квінсленд
- Tetragnatha geniculata Karsch, 1891 — від Шрі-Ланки до Китаю
- Tetragnatha gertschi Chickering, 1957 — Панама
- Tetragnatha gibbula Roewer, 1942 — Французька Гвіана
- Tetragnatha gongshan Zhao & Peng, 2010 — Китай
- Tetragnatha gracilis (Bryant, 1923) — США, Антигуа, Мартиніка
- Tetragnatha gracillima (Thorell, 1890) — Суматра
- Tetragnatha granti Pocock, 1903 — Сокотра
- Tetragnatha gressitti Okuma, 1988 — Борнео
- Tetragnatha gressittorum Okuma, 1987 — Нова Гвінея
- Tetragnatha guatemalensis O. P.-Cambridge, 1889 — Північна, Центральна Америка, Куба, Ямайка
- Tetragnatha gui Zhu, Song & Zhang, 2003 — Китай
- Tetragnatha hamata Thorell, 1898 — М'янма
- Tetragnatha hasselti Thorell, 1890 — від Бангладеш до Китаю, Сулавесі
  - Tetragnatha hasselti birmanica Sherriffs, 1919 — М'янма
- Tetragnatha hastula Simon, 1907 — Сьєрра-Леоне, Габон, о. Принсіпі
- Tetragnatha hawaiensis Simon, 1900 — Гаваї
- Tetragnatha heongi Barrion & Barrion-Dupo, 2011 — Китай
- Tetragnatha hirashimai Okuma, 1987 — Нова Гвінея
- Tetragnatha hiroshii Okuma, 1988 — Тайвань
- Tetragnatha hulli Caporiacco, 1955 — Венесуела
- Tetragnatha insularis Okuma, 1987 — Лорд-Гав
- Tetragnatha insulata Hogg, 1913 — Фолкленди
- Tetragnatha insulicola Okuma, 1987 — Лорд-Гав
- Tetragnatha intermedia Kulczynski, 1891 — від Португалії до Туреччини, Росія
- Tetragnatha iriomotensis Okuma, 1991 — Окінава
- Tetragnatha irridescens Stoliczka, 1869 — Індія
- Tetragnatha isidis (Simon, 1880) — від Європи до Суматри
- Tetragnatha iwahigensis Barrion & Litsinger, 1995 — Філіппіни
- Tetragnatha jaculator Tullgren, 1910 — від Африки до Китаю, Нова Гвінея, Барбадос, Тринідад
- Tetragnatha javana (Thorell, 1890) — від Африки до Японії, Філіппіни, Індонезія
- Tetragnatha jejuna (Thorell, 1897) — М'янма
- Tetragnatha josephi Okuma, 1988 — Малайзія, Сінгапур
- Tetragnatha jubensis Pavesi, 1895 — Ефіопія
- Tetragnatha kamakou Gillespie, 1992 — Гаваї
- Tetragnatha kapua Gillespie, 2003 — Маркізькі острови
- Tetragnatha kauaiensis Simon, 1900 — Гаваї
- Tetragnatha kea Gillespie, 1994 — Гаваї
- Tetragnatha keyserlingi Simon, 1890 — Самоа, Фіджі, Вануату
- Tetragnatha khanjahani Biswas & Raychaudhuri, 1996 — Бангладеш
- Tetragnatha kikokiko Gillespie, 2002 — Гаваї
- Tetragnatha kiwuana Strand, 1913 — Центральна Африка
- Tetragnatha klossi Hogg, 1919 — Суматра
- Tetragnatha kochi Thorell, 1895 — Полінезія
- Tetragnatha kolosvaryi Caporiacco, 1949 — Кенія
- Tetragnatha kovblyuki Marusik, 2010 — Казахстан
- Tetragnatha kukuhaa Gillespie, 2002 — Гаваї
- Tetragnatha kukuiki Gillespie, 2002 — Гаваї
- Tetragnatha labialis Nicolet, 1849 — Чилі
- Tetragnatha laboriosa Hentz, 1850 — Північна, Центральна Америка
- Tetragnatha lactescens (Mello-Leitão, 1947) — Бразилія
- Tetragnatha laminalis Strand, 1907 — Східна Африка
- Tetragnatha lamperti Strand, 1906 — Ефіопія
- Tetragnatha lancinans Kulczynski, 1911 — Нова Гвінея
- Tetragnatha laqueata L. Koch, 1872 — від Японії до Південної Океанії
- Tetragnatha latro Tullgren, 1910 — Східна Африка
- Tetragnatha lauta Yaginuma, 1959 — Гонконг, Корея, Лаос, Тайвань, Японія
- Tetragnatha lea Bösenberg & Strand, 1906 — Росія, Корея, Японія
- Tetragnatha lena Gillespie, 2003 — Гаваї
- Tetragnatha lepida Rainbow, 1916 — Квінсленд
- Tetragnatha levii Okuma, 1992 — Мексика
- Tetragnatha lewisi Chickering, 1962 — Ямайка
- Tetragnatha limu Gillespie, 2003 — Гаваї
- Tetragnatha linearis Nicolet, 1849 — Колумбія, Чилі
- Tetragnatha lineatula Roewer, 1942 — Малайзія
- Tetragnatha linyphioides Karsch, 1878 — Мозамбік
- Tetragnatha llavaca Barrion & Litsinger, 1995 — Філіппіни
- Tetragnatha longidens Mello-Leitão, 1945 — Аргентина, Бразилія
- Tetragnatha luculenta Simon, 1907 — Гвінея-Бісау
- Tetragnatha luteocincta Simon, 1908 — Західна Австралія
- Tetragnatha mabelae Chickering, 1957 — Панама, Тринідад
- Tetragnatha macilenta L. Koch, 1872 — Океанія
- Tetragnatha macracantha Gillespie, 1992 — Гаваї
- Tetragnatha macrops Simon, 1907 — о. Принсіпі
- Tetragnatha maeandrata Simon, 1908 — Західна Австралія
- Tetragnatha major Holmberg, 1876 — Аргентина
- Tetragnatha maka Gillespie, 1994 — Гаваї
- Tetragnatha makiharai Okuma, 1977 — Росія, Японія
- Tetragnatha mandibulata Walckenaer, 1841 — Західна Африка, від Бангладеш до Філіппін, Австралія
- Tetragnatha maralba Roberts, 1983 — Альдабра
- Tetragnatha margaritata L. Koch, 1872 — Квінсленд
- Tetragnatha marginata (Thorell, 1890) — від М'янми до Нової Каледонії
- Tetragnatha marquesiana Berland, 1935 — Маркізькі острови
- Tetragnatha martinicensis Dierkens, 2011 — Мартиніка
- Tetragnatha mawambina Strand, 1913 — Центральна Африка
- Tetragnatha maxillosa Thorell, 1895 — Південна Африка, від Бангладеш до Філіппін, Вануату
- Tetragnatha mengsongica Zhu, Song & Zhang, 2003 — Китай
- Tetragnatha mertoni Strand, 1911 — острови Ару
- Tetragnatha mexicana Keyserling, 1865 — від Мексик до Панами
- Tetragnatha micrura Kulczynski, 1911 — Нова Гвінея, Соломонові острови
- Tetragnatha minitabunda O. P.-Cambridge, 1872 — Сирія, Ліван, Ізраїль
- Tetragnatha modica Kulczynski, 1911 — Нова Гвінея
- Tetragnatha mohihi Gillespie, 1992 — Гаваї
- Tetragnatha montana Simon, 1874 — Палеарктика
  - Tetragnatha montana timorensis Schenkel, 1944 — Тимор
- Tetragnatha monticola Okuma, 1987 — Нова Гвінея
- Tetragnatha moua Gillespie, 2003 — Таїті
- Tetragnatha moulmeinensis Gravely, 1921 — М'янма
- Tetragnatha multipunctata Urquhart, 1891 — Нова Зеландія
- Tetragnatha nana Okuma, 1987 — Нова Гвінея
- Tetragnatha nandan Zhu, Song & Zhang, 2003 — Китай
- Tetragnatha necatoria Tullgren, 1910 — Східна Африка
- Tetragnatha nepaeformis Doleschall, 1859 — Ява
- Tetragnatha nero Butler, 1876 — Родрігес
- Tetragnatha netrix Simon, 1900 — Гаваї
- Tetragnatha nigricans Dalmas, 1917 — Нова Зеландія
- Tetragnatha nigrigularis Simon, 1898 — Сейшели
- Tetragnatha nigrita Lendl, 1886 — Палеарктика
- Tetragnatha niokolona Roewer, 1961 — Сенегал
- Tetragnatha nitens (Audouin, 1826) — космополітичний
- Tetragnatha nitidiuscula Simon, 1907 — Західна Африка
- Tetragnatha nitidiventris Simon, 1907 — Гвінея-Бісау
- Tetragnatha notophilla Boeris, 1889 — Перу
- Tetragnatha noumeensis Berland, 1924 — Нова Каледонія
- Tetragnatha novia Simon, 1901 — Малайзія
- Tetragnatha nubica Denis, 1955 — Нігер
- Tetragnatha obscura Gillespie, 2002 — Гаваї
- Tetragnatha obscuriceps Caporiacco, 1940 — Ефіопія
- Tetragnatha obtusa C. L. Koch, 1837 — Палеарктика
  - Tetragnatha obtusa korsica Simon, 1929 — Корсика
- Tetragnatha oculata Denis, 1955 — Нігер
- Tetragnatha okumae Barrion & Litsinger, 1995 — Філіппіни
- Tetragnatha olindana Karsch, 1880 — Полінезія
- Tetragnatha oomua Gillespie, 2003 — Маркізькі острови
- Tetragnatha oreobia Okuma, 1987 — Нова Гвінея
- Tetragnatha orizaba (Banks, 1898) — Мексика, Куба, Ямайка
- Tetragnatha oubatchensis Berland, 1924 — Нова Каледонія
- Tetragnatha palikea Gillespie, 2003 — Гаваї
- Tetragnatha pallescens F. O. P.-Cambridge, 1903 — Північна, Центральна Америка
- Tetragnatha pallida O. P.-Cambridge, 1889 — Коста-Рика, Панама
- Tetragnatha paludicola Gillespie, 1992 — Гаваї
- Tetragnatha paludis Caporiacco, 1940 — Ефіопія
- Tetragnatha panopea L. Koch, 1872 — Мікронезія, Полінезія, Гаваї
- Tetragnatha papuana Kulczynski, 1911 — Нова Гвінея
- Tetragnatha paradisea Pocock, 1901 — Індія
- Tetragnatha paradoxa Okuma, 1992 — Коста-Рика
- Tetragnatha paraguayensis (Mello-Leitão, 1939) — Парагвай
- Tetragnatha parva Badcock, 1932 — Парагвай
- Tetragnatha parvula Thorell, 1891 — Нікобарські острови
- Tetragnatha paschae Berland, 1924 — Східні острови
- Tetragnatha perkinsi Simon, 1900 — Гаваї
- Tetragnatha perreirai Gillespie, 1992 — Гаваї
- Tetragnatha peruviana Taczanowski, 1878 — Перу
- Tetragnatha petrunkevitchi Caporiacco, 1947 — Гаяна
- Tetragnatha phaeodactyla Kulczynski, 1911 — Нова Гвінея
- Tetragnatha pilosa Gillespie, 1992 — Гаваї
- Tetragnatha pinicola L. Koch, 1870 — Палеарктика
- Tetragnatha piscatoria Simon, 1897 — Вест-Індія
- Tetragnatha planata Karsch, 1891 — Шрі-Ланка
- Tetragnatha plena Chamberlin, 1924 — Китай
- Tetragnatha polychromata Gillespie, 1992 — Гаваї
- Tetragnatha praedonia L. Koch, 1878 — Росія, Китай, Лаос, Корея, Тайвань, Японія
- Tetragnatha priamus Okuma, 1987 — Соломонові острови
- Tetragnatha protensa Walckenaer, 1841 — від Мадагаскару до Австралії, Нова Каледонія, Палау
- Tetragnatha puella Thorell, 1895 — М'янма, Суматра, Нова Гвінея
- Tetragnatha pulchella Thorell, 1877 — Суматра, Сулавесі
- Tetragnatha punua Gillespie, 2003 — Маркізькі острови
- Tetragnatha qiuae Zhu, Song & Zhang, 2003 — Китай
- Tetragnatha quadrinotata Urquhart, 1893 — Тасманія
- Tetragnatha quasimodo Gillespie, 1992 — Гаваї
- Tetragnatha quechua Chamberlin, 1916 — Перу
- Tetragnatha radiata Chrysanthus, 1975 — Нова Гвінея
- Tetragnatha ramboi Mello-Leitão, 1943 — Бразилія
- Tetragnatha rava Gillespie, 2003 — Таїті
- Tetragnatha reimoseri (Rosca, 1939) — Центральна, Східна Європа
- Tetragnatha reni Zhu, Song & Zhang, 2003 — Китай
- Tetragnatha restricta Simon, 1900 — Гаваї
- Tetragnatha retinens Chamberlin, 1924 — Китай
- Tetragnatha rimandoi Barrion, 1998 — Філіппіни
- Tetragnatha rimitarae Strand, 1911 — Полінезія
- Tetragnatha riparia Holmberg, 1876 — Аргентина
- Tetragnatha riveti Berland, 1913 — Еквадор
- Tetragnatha roeweri Caporiacco, 1949 — Кенія
- Tetragnatha rossi Chrysanthus, 1975 — Нова Гвінея
- Tetragnatha rouxi (Berland, 1924) — Нова Каледонія
- Tetragnatha rubriventris Doleschall, 1857 — Нова Гвінея, Квінсленд
- Tetragnatha scopus Chamberlin, 1916 — Перу
- Tetragnatha serra Doleschall, 1857 — від Таїланду до Гонконгу, Нова Гвінея
- Tetragnatha shanghaiensis Strand, 1907 — Китай
- Tetragnatha shinanoensis Okuma & Chikuni, 1978 — Японія
- Tetragnatha shoshone Levi, 1981 — США, Канада, Європа
- Tetragnatha sidama Caporiacco, 1940 — Ефіопія
- Tetragnatha signata Okuma, 1987 — Нова Гвінея
- Tetragnatha similis Nicolet, 1849 — Чилі
- Tetragnatha simintina Roewer, 1961 — Сенегал
- Tetragnatha sinuosa Chickering, 1957 — Панама
- Tetragnatha sobrina Simon, 1900 — Гаваї
- Tetragnatha sociella Chamberlin, 1924 — Китай
- Tetragnatha squamata Karsch, 1879 — Росія, Китай, Корея, Тайвань, Японія
- Tetragnatha stelarobusta Gillespie, 1992 — Гаваї
- Tetragnatha stellarum Chrysanthus, 1975 — Нова Гвінея
- Tetragnatha sternalis Nicolet, 1849 — Чилі
- Tetragnatha stimulifera Simon, 1907 — Конго
- Tetragnatha straminea Emerton, 1884 — США, Канада, Куба
- Tetragnatha strandi Lessert, 1915 — Східна, Південна Африка
  - Tetragnatha strandi melanogaster Schmidt & Krause, 1993 — Коморські острови
- Tetragnatha streichi Strand, 1907 — Китай
- Tetragnatha striata L. Koch, 1862 — від Європи до Казахстану
- Tetragnatha subclavigera Strand, 1907 — Конго
- Tetragnatha subesakii Zhu, Song & Zhang, 2003 — Китай
- Tetragnatha subextensa Petrunkevitch, 1930 — Ямайка, Пуерто-Рико
- Tetragnatha subsquamata Okuma, 1985 — Танзанія, Південна Африка
- Tetragnatha suoan Zhu, Song & Zhang, 2003 — Китай
- Tetragnatha sutherlandi Gravely, 1921 — Індія
- Tetragnatha tahuata Gillespie, 2003 — Маркізькі острови
- Tetragnatha tanigawai Okuma, 1988 — острови Рюкю
- Tetragnatha tantalus Gillespie, 1992 — Гаваї
- Tetragnatha taylori O. P.-Cambridge, 1890 — Південна Африка
- Tetragnatha tenera Thorell, 1881 — Індія, Шрі-Ланка, Квінсленд
- Tetragnatha tenuis O. P.-Cambridge, 1889 — від Гватемали до Панами
- Tetragnatha tenuissima O. P.-Cambridge, 1889 — Мексика, Вест-Індія to Бразилія
- Tetragnatha tincochacae Chamberlin, 1916 — Перу
- Tetragnatha tipula (Simon, 1894) — Західна Африка
- Tetragnatha tonkina Simon, 1909 — В'єтнам
- Tetragnatha torrensis Schmidt & Piepho, 1994 — Кабо-Верде
- Tetragnatha trichodes Thorell, 1878 — Індонезія
- Tetragnatha tristani Banks, 1909 — Коста-Рика
- Tetragnatha trituberculata Gillespie, 1992 — Гаваї
- Tetragnatha tropica O. P.-Cambridge, 1889 — від Мексики до Панами
- Tetragnatha tuamoaa Gillespie, 2003 — Острови Товариства
- Tetragnatha tullgreni Lessert, 1915 — Центральна, Східна Африка
- Tetragnatha uluhe Gillespie, 2003 — Гаваї
- Tetragnatha uncifera Simon, 1900 — Гаваї
- Tetragnatha unicornis Tullgren, 1910 — Східна, Південна Африка
- Tetragnatha valida Keyserling, 1887 — Квінсленд, Новий Південний Уельс, Тасманія
- Tetragnatha vermiformis Emerton, 1884 — від Канади до Панами, від Південної Африка до Японії, Філіппіни
- Tetragnatha versicolor Walckenaer, 1841 — Північна, Центральна Америка, Куба
- Tetragnatha virescens Okuma, 1979 — Бангладеш, від Шрі-Ланки до Індонезії, Філіппіни
- Tetragnatha viridis Walckenaer, 1841 — США, Канада
- Tetragnatha viridorufa Gravely, 1921 — Індія
- Tetragnatha visenda Chickering, 1957 — Ямайка
- Tetragnatha waikamoi Gillespie, 1992 — Гаваї
- Tetragnatha yalom Chrysanthus, 1975 — Нова Гвінея, архіпелаг Бісмарка, Квінсленд
- Tetragnatha yesoensis Saito, 1934 — Росія, Китай, Корея, Японія
- Tetragnatha yinae Zhao & Peng, 2010 — Китай
- Tetragnatha yongquiang Zhu, Song & Zhang, 2003 — Китай
- Tetragnatha zangherii (Caporiacco, 1926) — Італія
- Tetragnatha zhangfu Zhu, Song & Zhang, 2003 — Китай
- Tetragnatha zhaoi Zhu, Song & Zhang, 2003 — Китай
- Tetragnatha zhaoya Zhu, Song & Zhang, 2003 — Китай